# Aleksej Karajev
Aleksej Karajev (russisk: Алексе́й Бори́сович Кара́ев) (født 28. april 1954 i Jekaterinburg i Sovjetunionen) er en sovjetisk filminstruktør.

## Filmografi
- Dobro pozjalovat! (Добро пожаловать!, 1986)[2][3]